# شین مک‌کول
شین مک‌کول (Seán McCool) (به ایرلندی: Seán MacCumhaill) (درگذشتهٔ ۱ می ۱۹۴۹)، یک جمهوری‌خواه برجسته ایرلندی و رئیس ستاد پیشین ارتش جمهوری‌خواه ایرلند بود. او که چندین بار در مرز شمالی و هم در مرز جنوبی به زندان افکنده شده بود، تعدادی از اعتصاب غذاها را به منظور آزادی از زندان آغاز کرد. در جریان دهه ۱۹۳۰، پس از این‌که کنگره جمهوری‌خواه تصمیم به جدایی گرفت، مک‌کول یکی از معدود سوسیالیست‌هایی بود که در ارتش جمهوری‌خواه ایرلند باقی ماند. وی از طرف حزب جمهوری‌خواه ایرلند به‌نام کلن نا پوبلاچتا خود را نامزد نمود، اما پس از این‌که حزب تصمیم گرفت تا همراه با فاین گیل به دولت بپیوندد، او از این حزب جدا شد.
مک‌کول توسط پیادار او دونیل به عنوان «... فرد بسیار آگاه، اما کاملاً یک مرد ارتش جمهوری‌خواه ایرلند» توصیف گردیده بود. وی همچنین در زادگاهش، شهرستان دانیگول در انجمن ورزشی گی‌لیک (GAA) بسیار عمل‌کرد برجسته داشت و میدان بازی فعلی انجمن ورزشی گی‌لیک در دانیگول، پارک مک‌کول، به افتخار وی نام‌گذاری شده‌است.

## فعالیت‌های اولیه در IRA
مک‌کول که در شهرستان دانیگول مستقر بود، در جریان جنگ داخلی ایرلند در هم‌سویی با جمهوری‌خواهان ایستاد. پس از پایان جنگ، او محکوم به حبس گردیده و به عنوان زندانی دولت آزاد در کمپ فاینر یا در درومبو کاسل محبوس گردید.
مک‌کول در دومین گرامی‌داشت شهدای درومبو که برای یادبود از اعدام دواطلبان ارتش جمهوری‌خواه ایرلند در ۱۹۲۳ میلادی، از جمله ستوان دان اینرایت، فرمانده جنرال چارلی دالی، فرمانده سرتیپ سین لارکین و ستوان تیموتی او سولیوان، برگزار شده بود، حضور داشت.

### پیکار علیه مالیات سالیانه بر زمین
پیادار او دونیل، رهبر ارتش جمهوری‌خواه ایرلند تا سال ۱۹۲۷ میلادی پیکاری را برای برانگیختن انگیزه اجتماعی در رابطه به مسئله سالیانه زمین آغاز نموده بود، چون طبق مالیات سالانه بر زمین، کشاورزان کوچک در جمهوری ایرلند ملزم بودند در مقابل زمینی که توسط بریتانیا در قرن قبلی به ایرلند داده شده بود، مالیات بپردازند. مک‌کول یکی از نخستین حامیان او دونیل بود و حالا مسئولیت رهبری ارتش جمهوری‌خواه ایرلند در دانیگول شرقی را برعهده داشت.
در سپتامبر ۱۹۲۶، واحد نظامی مک-کول بر دفاتر نماینده یک زمین‌دار در دانیگول یورش برده و تمامی اسناد را با خود بردند. در ۱۹ فوریه ۱۹۲۷، او یکی از چهار مردی بود که در رابطه به این یورش دستگیر گردید. قبل از محاکمه، زندانیان برای یک هفته دست به اعتصاب غذا زدند. مک‌کول و سایر متهمین که شامل برادر کوچک‌تر پیادار او دونیل به‌نام بارنی نیز بود، محکوم به شش ماه زندان شدند. مک‌کول مدت حبس خود را در زندان مونتجای گذارند، جای که شین مک‌براید نیز در آنجا محبوس بود.
پس از آزادی از زندان، مک‌کول فعالیت خود را در ارتش جمهوری‌خواه در دانیگول از سر گرفته و در ۱۹۲۸ میلادی، سخنران اصلی مراسم یادبود، سالانه درومبو بود.

## بازسازی ارتش جمهوری‌خواه ایرلند
در جریان دهه ۱۹۳۰ میلادی، افسران ارشد ارتش جمهوری‌خواه ایرلند و کهنه سربازان تَن و جنگ‌های داخلی مانند مک‌کول برای یک هفته به مناطق مختلف فرستاده می‌شدند تا سربازان تازه‌وارد محلی ارتش جمهوری‌خواه ایرلند را آموزش دهند.
در ۱۹۳۱ میلادی، علی‌رغم این‌که مک‌کول عضو حزب فیانا فیل نبود، اما اعضای این حزب در شهر استرانورلار، شهرستان دانیگول تلاش نمودند تا وی را به عنوان نامزد انتخاب نمایند، اما موفقیتی در پی‌داشت. در جریان همان سال، ارتش جمهوری‌خواه ایرلند تلاش کرد تا حزب سیاسی خود را تحت نام ساور اییر تشکیل دهد. مک‌کول در جلسه افتتاحیه این حزب شرکت نموده و با فرستادن تمنیات برادرانه به اتحاد جماهیر شوروی سوسیالیستی (USSR) موافقت نمود. موفقیت فیانا فیل و ارتش جمهوری‌خواه ایرلند در این زمان باعث ترغیب مک‌کول شد و وی طی نامه‌ای که به جمهوری‌خواه فرانک ریان در ۱۹۳۲ میلادی نوشت بیان داشت که، جمعیت (در رژه درومبو) «پس از تمامی آن سال‌های سیاه، قلب انسان را خوش می‌کند… جوانان با ما است و این همه چیز است».
مک‌کول هم در جبهه سیاسی و هم در جبهه نظامی هم‌واره فعال بود. در ۱۹۳۲ میلادی، وی به پیادار او دونیل، چارلوتی دیسپارد و دیوید فیتزجیرالد در کمیته مدیریت کالج کارگران پیوست، گروهی که به گروه کارگران انقلابی نزدیک بوده و بعداً به حزب کمونیست ایرلند پیوست. بعدتر در همان سال، زمانی که مک‌کول هنوز مشغول فعالیت‌های آموزشی بود، واحد ارتش جمهوری‌خواه که تحت فرمان‌دهی مک‌کول و میک پرایس بود، منطقه دونامون کاسل در شهرستان رسکومون را تصرف نمودند تا در آنجا یک پایگاه آموزشی بسازند. وی همچنین زمان یافت تا مراسم یادبود درومبو را در زادگاهش در شهرستان دانیگول انجام دهد. مک‌کول به رئیس ستاد ارتش جمهوری‌خواه ایرلند به‌نام ماس توأمی نامه‌ای نوشت و اجازه خواست تا قبل از رژه نارنجی که در دانیگول برنامه‌ریزی شده بود، بیانیه‌ای منتشر نموده و طی آن نشانه‌های امپریالیستی را محکوم نماید. این برنامه توسط توأمی وتو گردیده و به‌جای آن بیانیه پیادار او دونیل در رژه نظامی صادر گردید.
در ۱۹۳۳ میلادی، مک‌کول فرمانده گردان شماره ۲ دانیگول ارتش جمهوری‌خواه ایرلند بود، ریاست سازمان‌دهی بخش جدید جوانان ارتش جمهوری‌خواه ایرلند (slua of na Fianna Éireann) را در لیتیرکینی، شهرستان دانیگول برعهده داشت و در یک جلسه «آزادی زندانیان» در شهر دیری شرکت نمود. وی به عنوان نامزد جمهوری‌خواه پرهیزگرا گروهی که در انتخابات شرکت می‌کند اما در صورت برنده شدن کرسی را نمی‌پذیرد] از حوزه انتخابیه فویل در شهرستان لندن‌دری انتخاب گردید و از آنجا ۳٬۰۳۱ رأی به‌دست‌آورد. این نتیجه، همراه با رأی‌های که توسط سایر نامزدان جمهوری‌خواه در ایرلند شمالی به‌دست آورده شد، بسیار هنگفت تلقی گردیده و آن‌گونه که ارتش جمهوری‌خواه ایرلند ادعا می‌نمود، «به جنگ در شمال، روح تازه بخشیده شد».
اوایل دهه ۱۹۳۰ میلادی شاهد درگیری‌های درونی میان ارتش جمهوری‌خواه ایرلند و پیراهن-آبی‌های جنرال ایوین او دوفی بود، در نشست عمومی ارتش ۱۹۳۴ ارتش جمهوری‌خواه ایرلند، تفاوت‌ها میان آن‌های که فکر می‌کردند که جنگیدن بر علیه فاشیسم ایرلندی با به‌کارگیری پیراهن-آبی‌ها، مهم‌ترین کار برای ارتش جمهوری‌خواه ایرلند بود و آن‌های که باور داشتند که حکومت فیانا فیل از این درگیری‌ها برای مخالفت و از پا درآوردن ارتش جمهوری‌خواه ایرلند استفاده می‌نماید، شروع به افزایش نمود. مک‌کول در این نشست بر علیه درگیری فیزیکی با پیراهن-آبی‌ها هشدار داده و اظهار داشت که ارتش جمهوری‌خواه ایرلند به‌جای آن به آنچه حمله نماید که برای آن هدف ایجاد شده‌است.
۱۹۳۴ شاهد انشعابی در ارتش جمهوری‌خواه ایرلند بوده و بسیاری چپ‌گراها مانند متحد همیشگی مک‌کول، پیادار او دونیل از ارتش جمهوری‌خواه ایرلند اخراج گردیده و کنگره جمهوری‌خواه را تشکیل دادند. این انشعاب در اوایل دوستانه بود و هر دو طرف دوست‌های زیادی در هر دو سازمان داشتند.
علی‌رغم این‌که مک‌کول در ارتش جمهوری‌خواه ایرلند یک چپ‌گرا بود، اما به ارتش وفادار ماند و با آن‌های که ارتش را ترک کردند تا کنگره جمهوری‌خواه را تشکیل نمایند ملحق نشد و دوباره در ۱۹۳۵ میلادی در مراسم یادبود درومبو صحبت نمود.

## امور کراون انتری
ارتش جمهوری‌خواه ایرلند در ۲۵ آوریل ۱۹۳۶ یک دادگاه نظامی را در بلفاست فراخواند. محل این دادگاه نظامی، کراوب بواد کلب در کراون انتری ۱۰ بود. کسانی که ریاست این دادگاه نظامی را برعهده داشتند شامل کارکنان ستاد فرمان‌دهی کل ارتش جمهوری‌خواه ایرلند و اعضای رهبری ارتش جمهوری‌خواه ایرلند در اولستر بود که حالا شامل شین مک‌کول نیز می‌گردید.
در ۳:۲۵ بعد از ظهر، نیروهای انتظامی سلطنتی اولستر به این کلب یورش برده و تمامی حاضرین را دستگیر نمود. حاضرین در جلسه به جرم خیانت-تبهکاری متهم گردیده و از به رسمیت‌شناسی محکمه ابا ورزیدند. مک‌کول به پنج سال حبس محکوم گردید و مدت حبس خود را در زندان کروملین رود گاول در بلفاست سپری کرد. در سپتامبر ۱۹۳۶ میلادی، مک‌کول و جیم کیلین (رئیس کل پرسونل، قبل از دستگیری در کراوب بواد کلب) برای به‌دست آوردن وضعیت سیاسی در اعتصاب غذا به سر می‌بردند.

## رئیس ستاد
مک‌کول پس از سپری‌نمودن ۵ سال حبس در بلفاست، به ایرلند بازگشت و به سرعت دوباره توسط گاردای (پلیس ایرلند) دستگیر گردید تا بدون محکمه به زندان افکنده شود. وکالت‌های به وزیر عدلیه، جیرالد بولاند، پیشکش گردید که مک‌کول تنها چندی قبل از زندان بلفاست آزاد شده‌است و پس از آزادی هیچ‌گونه فعالیتی نداشته و هیچ نوع مدرکی دال بر این‌که وی یک تهدید است وجود ندارد و از این‌رو نباید بدون محکمه به زندان افکنده شود. بولاند، برخلاف توصیه گاردای فرمان آزادی وی را داد.
رئیس ستاد ارتش جمهوری‌خواه ایرلند، پیرس کیلی در نوامبر ۱۹۴۱ دستگیر گردید و ارتش جمهوری‌خواه ایرلند به سرعت کنفرانسی را برگزار نمود تا خلأی ایجاد شده را پُر نماید. شین هرینگتون به عنوان رئیس ستاد گماشته شد و شین مک‌کول که تازه از زندان آزاد شده بود به عنوان رئیس کل پرسونل گماشته شد. حکومت دوبلین توانسته بود برای چندین سال ارتش جمهوری‌خواه ایرلند را در فرار نگه دارد و این تقریباً در یک سال نخستین باری بود که ارتش جمهوری‌خواه ایرلند یک ستاد فرمان‌دهی (GHQ) کامل داشت. استراتژی قبلی ارتش جمهوری‌خواه ایرلند که از جانب شین راسل حمایت گردیده و شامل متمرکز نمودن فعالیت‌های ارتش بر انگلستان بود، یک استراتژی ناکام ثابت شد. رهبری جدید تمرکز خود را به شش شهرستان شمال شرقی که در حوضه قضایی بریتانیا باقی مانده بود تغییر داده و هم‌زمان فعالیت‌های نظامی ارتش جمهوری‌خواه ایرلند را به منطقه آیر محدود نمود، اما این کار توجه لازم را به حکومت دوبلین داد تا ارتش جمهوری‌خواه ایرلند را از پا درآورد.
با این حال، مدت زیادی نگذشت که هرینگتون نیز دستگیر گردیده و سمت رئیس ستاد بارد دیگر خالی شد. ارتش جمهوری‌خواه ایرلند در آیر نظم خود را از داد و رهبری به شدت تهی گردید. فرمان‌دهی شمالی ارتش جمهوری‌خواه ایرلند این وضعیت را دید و خلأ را پر نمود و با دادن برخی توجه که تمرکز ارتش جمهوری‌خواه ایرلند بر ایرلند شمالی است، به سرعت کنترل این سازمان را در دست گرفت.
ستاد فرماندهی کل تنها به یک ساختار نمادین مبدل شده بود. مک‌کول در فوریه ۱۹۴۲ سِمت ستاد ارتش را در دست گرفته و ایوین مک‌نیمی به عنوان رئیس کل پرسونل گماشته شد. مک‌کول، مک‌نیمی و یک یا دو فرد دیگر کل رهبری ارتش جمهوری‌خواه ایرلند و اعضای ستاد فرماندهی کل را شکل می‌داند.

## ارجاعات
1. ↑  Treacy, Matt (2012). The Communist Party of Ireland 1921 - 2011 (به انگلیسی). Lulu.com. ISBN 978-1-291-09318-6.
2. 1 2  MacEoin (1997), p.  141
3. ↑  Hanley (2002), p.  22
4. ↑  MacEoin (1997), p.  715
5. ↑  Anonymous (2003), p.  93
6. ↑  MacEoin (1997), p.  133
7. ↑  Ó Drisceoil (2001), p.  45
8. ↑  Hegarty (1999), p.  166
9. ↑  Hegarty (1999), p.  167
10. ↑  Anonymous (2003), p.  117
11. ↑  Hanley (2002), p.  35
12. ↑  Hanley (2002), p.  137
13. ↑  MacEoin (1997), p.  202
14. ↑  Hanley (2002), p.  134
15. ↑  Ó Drisceoil (2001), p.  76
16. ↑  MacEoin (1997), p.  611
17. ↑  Hanley (2002), p.  147, 254
18. ↑  Hanley (2002), p.  155
19. ↑  MacEoin (1997), p.  243
20. ↑  MacEoin (1997), p.  232
21. ↑  MacEoin (1997), p.  264
22. ↑  Hanley (2002), p.  89
23. ↑  Hanley (2002), p.  107
24. ↑  Bell (1990), p.  124
25. ↑  MacEoin (1997), p.  381
26. ↑  MacEoin (1997), p.  384
27. ↑  Dáil Éireann - Volume 91 - 7 July 1943; Committee on Finance. - The Adjournment: Prisoners on Hunger Strike.
28. ↑  Bell (1990), p.  217
29. ↑  Bell (1990), p.  218
30. ↑  Bell (1990), p.  220

## کتابشناسی
- Anonymous (2003). The story of the Drumboe Martyrs 1923–1983. Tirconaill Commemoration Committee.
- Bell, J. Bowyer (1990). The Secret Army. Dublin: Poolbeg Press.
- Coogan, Tim Pat (2000). The IRA. London: Harper Collins. ISBN 978-0-00-653155-5.
- Hanley, Brian (2002). The IRA 1926-1936. Dublin: Four Courts Press Ltd.
- Hegarty, Peter (1999). Peadar O'Donnell. Cork: Mercier Press.
- MacEoin, Uinseann (1997). The IRA in the twilight years: 1923–1948 (PDF). Dublin: Argenta. ISBN 978-0-9511172-4-8. Retrieved 8 May 2020 – via Irish Military Archives.
- Maguire, John (2008). IRA Internments and the Irish Government. Dublin: Irish Academic Press.
- Ó Drisceoil, Donal (2001). Peadar O'Donnell. Cork: Cork University Press.